# EC 1.12.5
La EC 1.12.5 è una sotto-sottoclasse della classificazione EC relativa agli enzimi. Si tratta di una sottoclasse delle ossidoreduttasi che include enzimi che utilizzano idrogeno come donatore di elettroni ed un chinone come accettore.

## Enzimi appartenenti alla sotto-sottoclasse
| numero EC   | nome accettato                   |
| ----------- | -------------------------------- |
| EC 1.12.5.1 | idrogeno:chinone ossidoreduttasi |